# Ivonne Ortega Pacheco
Ivonne Aracelly Ortega Pacheco (Dzemul, 26 novembre 1972) è una politica messicana, governatrice dello Yucatán dal 2007 al 2012 e segretaria generale del Partito Rivoluzionario Istituzionale dal 2012 al 2015.

## Biografia
Nata nel comune di Dzemul, nello Yucatán, il 26 novembre 1972 si laurea in giurisprudenza presso il Centro universitario della Spagna e del Messico. Successivamente consegue un master in politica pubblica. 

### Carriera politica
Entra in politica all'interno del Partito Rivoluzionario Istituzionale all'età di 25 anni, venendo eletta sindaca della sua città natale col 54% dei voti.
Nel 2001 si candida come deputata locale per l'ottavo distretto statale e vincendo. Durante questa carica affronta i danni nello Yucatán causati dall'uragano Isidoro.
Nel 2003 si candida invece come deputata federale coprendo il secondo distretto federale, dove vince con circa il 51% dei voti. Durante il mandato si occupa della commissione della pesca dove apporta leggi al fine di promuovere la pesca sostenibile.
Nel 2006 diventa senatrice eletta grazie al principio di prima minoranza con quasi il 30% dei voti. Non conclude però il suo mandato in quanto possibile candidata alla guida del suo stato federale.
Tra il dicembre 2006 e il gennaio 2007 il comitato esecutivo nazionale del PRI annuncia la possibile candidatura di sei politici come governatori. Un sondaggio indetto affermava che Ivonne avrebbe preso il punteggio più alto con il 36% di preferenze, contro il 21% dell'altra candidata donna Dulce María Sauri. A seguito della sua vittoria, il partito annuncia quindi ufficialmente la sua candidatura. Nel febbraio successivo il Partito Verde Ecologista e il partito locale Alleanza per lo Yucatán annunciano il loro appoggio a Ivonne, creando quindi una coalizione tra i partiti.

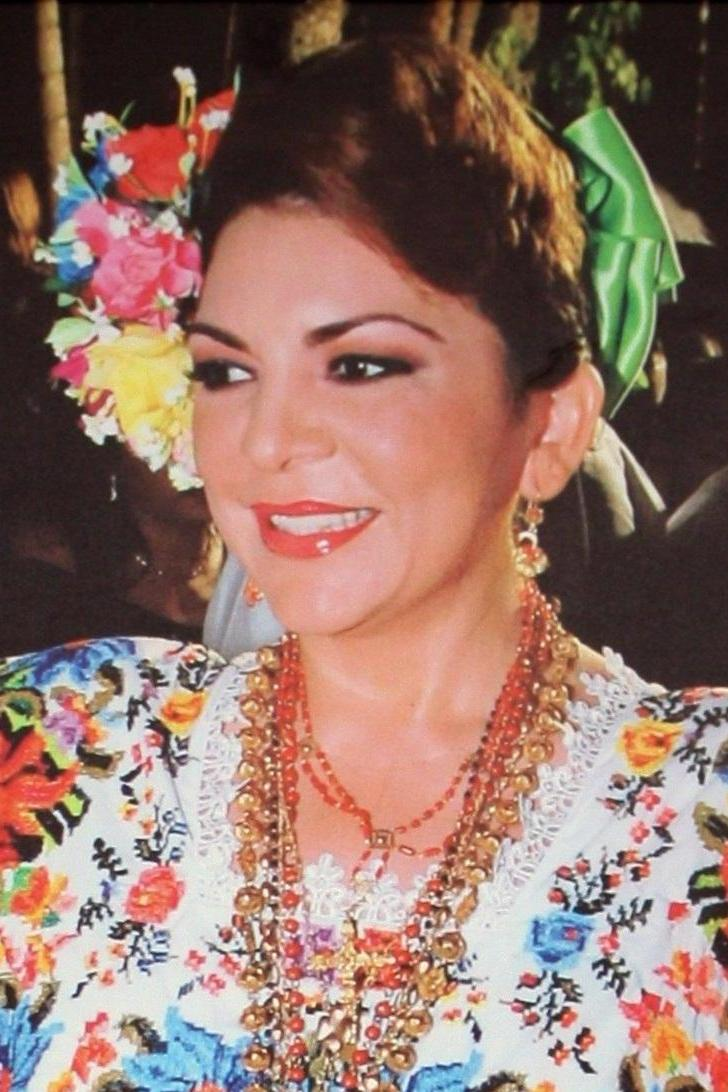
Ivonne Ortega Pacheco come governatrice dello Yucatán

Ivonne vince le elezioni con il quasi il 50% dei voti, battendo il candidato Xavier Abreu Sierra del Partito Azione Nazionale. La vittoria di Ivonne rappresenta la prima sconfitta del PAN dalla salita al potere di Felipe Calderón. Assume ufficialmente la carica nell'agosto 2007 e rimane fino al settembre 2012.
Nel dicembre dello stesso anno diviene segretaria generale del partito. Durante il mandato promuove il movimento "Una y Uno" che sosteneva gli stessi diritti fra donne e uomini. Qui rimane per una carica di tre anni.
Nel 2015 viene eletta nuovamente deputata federale, presiedendo la commissione delle comunicazione e diventando la prima donna a dirigerla. Nel 2017 la Camera dei deputati la autorizza a lasciare temporaneamente il suo incarico per potersi dedicare maggiormente al progetto Hazlo por México (Fallo per il Messico), progetto che invitava i cittadini ad agire per generare cambiamenti nel paese.
Sempre nel 2017 annuncia in un'intervista la sua intenzione di candidarsi presidente del Messico viste le elezioni dell'anno seguente. Il partito però decide di candidare il politico José Antonio Meade Kuribreña.
Nel giugno 2019 Ivonne diviene candidata ufficiale alla presidenza del PRI. In seguito le elezioni per la guida del partito hanno visto vincere il politico Alejandro Moreno e fatto diventare segretaria generale Carolina Viggiano.
Nell'agosto 2019, poco dopo aver partecipato alle elezioni interne del partito, informa pubblicamente di uscire dal PRI.
Nel 2020 annuncia di entrare nel partito Movimento Cittadino. Nel settembre 2021 viene nuovamente eletta deputata con questo partito.

### Matrimonio egualitario
Nel novembre 2016 assieme al deputato dello stesso partito Benjamín Medrano vota a favore della legge che promuove il matrimonio egualitario e le adozioni per le coppie dello stesso sesso, nonostante il loro partito di appartenenza si esprimesse contro questa proposta di legge. Alla fine la legge non passa.

## Vita privata
Si sposa nel 2002 con Carlos Cabrera Rivero, medico, dal quale si separa nel 2009. Ha un figlio, nato nel 2013.